# Вакцини проти холери
Вакцини проти холери — вакцини, які ефективно запобігають зараженню холерою. Ефективність вакцин складає 85 % протягом перших шести місяців і 50–60 % протягом першого року. Після двох років ефективність складає менше 50 %. Коли значна частина населення (> 90 %) вакцинована відбувається створення напруженого колективного імунітету, що не дає змоги відбутися епідемічному поширенню хвороби. Всесвітня організація охорони здоров'я рекомендує використовувати вакцину в поєднанні з іншими заходами проти холери серед осіб з високим ризиком захворювання. Як правило, рекомендують пероральний прийом двох або трьох доз. Ін'єкційна форма також доступна в деяких районах світу, але її на сьогодні практично не використовують.

## Безпечність
Обидва доступні різновиди пероральної вакцини, як правило, безпечні. Вони можуть спричинити помірний біль в животі або пронос. Вакцину можна приймати вагітним жінкам та особам зі з порушеннями імунної системи. Вакцини ліцензовані для використання в більш ніж 60 країнах світу. В країнах, де хвороба є поширеною, використання вакцин є економічно ефективним.
При проведенні вакцинації необхідно охопити вразливі групи населення, які живуть у районах високого ризику. Вакцинація не повинна в ніякому разі перешкоджати проведенню інших заходів з профілактики епідемій холери. ВООЗ ніколи не рекомендувала використання ін'єкційної протихолерної вакцини через її низьку захисну ефективність і частий розвиток тяжких побічних реакцій. На сьогодні жодна країна світу не вимагає для в'їзду на свою територію свідоцтво про протихолерну вакцинацію.

## Суспільство і культура
Перші вакцини проти холери було розроблено наприкінці ХІХ сторіччя. Це були перші вакцини, розроблені в лабораторії, які набули широкого використання. Пероральні вакцини вперше було представлено в 1990-х роках. Вакцина входить до Переліку основних лікарських засобів ВООЗ, який містить перерахування найбільш важливих ліків у базовій системі охорони здоров'я. Вартість імунізації проти холери становить від 0,1 до 4,0 доларів США.